# Miguel Ramírez y Bonet
Miguel Ramírez y Bonet fue un pintor español del siglo XIX.

## Biografía
Este escultor valenciano fue discípulo de la Real Academia de Bellas Artes de San Carlos de su ciudad natal y también de la de Sevilla. En la exposición pública celebrada en Madrid en 1860 presentó un relieve original, tamaño académico, modelado en barro y vaciado en yeso a molde perdido que representaba La Anunciación de Nuestra Señora. En la regional de Valencia de 1867 fue premiado con medalla de cobre por un adorno de relieve. Fue, asimismo, ayudante-profesor de la escuela valenciana en la que se formó. Estando en el cargo, un diseño inspiró una obra que figuró en la Exposición Vaticana Mundial celebrada en 1888 por impulso del papa León XIII.